# Света Марина (Кизили)
Вижте пояснителната страница за други значения на Света Марина.
„Света Марина“ (на гръцки: Αγίας Μαρίνας) е средновековен православен параклис, разположен северно от сярското село Кизили (Ореския) и северозападно от село Ежово (Дафни), Гърция.
Параклисът е издълбан в естествена скала. В центъра му са запазени остатъци от живопис от Палеологовата епоха. Край църквата е била изградена Светамаринската кула, която имала за цел да я пази.
В 1979 година църквата е обявена за защитен паметник на културата.